# Dimityr Stojanow (1928–1999)
Dimityr Iwanow Stojanow (bułg. Димитър Иванов Стоянов, ur. 7 listopada 1928 w Strażicy, zm. 7 grudnia 1999 w Sofii) – bułgarski polityk komunistyczny, minister spraw wewnętrznych Ludowej Republiki Bułgarii (1973-1989).

## Życiorys
W latach 1943–1944 uczył się w męskim gimnazjum w Gornej Orjachowicy, później w Strażicy. Podczas wojny wraz z rodziną pomagał partyzantom; jego ojciec został za to zabity przez karną ekspedycję przeciwpartyzancką. Po przewrocie z 9 września 1944 działał w komunistycznym ruchu młodzieżowym, był m.in. instruktorem Komitetu Okręgowego, a później I sekretarzem Komitetu Okręgowego DKMS (Dimitrowskiego Komunistycznego Związku Młodzieży) w Gornej Orjachowicy, a 1948-1953 studiował na Wydziale Historycznym Uniwersytetu Państwowego w Sofii. Od 1953 działał w BPK, pracował w wydziale KC DKMS, 1955-1958 był I sekretarzem Komitetu Okręgowego DKMS w Wielkim Tyrnowie i członkiem Komitetu Okręgowego BPK, 1958-1961 był I sekretarzem KC DKMS. Od 1971 sekretarz, a 1971-1973 I sekretarz Komitetu Okręgowego BPK w Wielkim Tyrnowie, od 7 kwietnia 1973 do 15 grudnia 1988 minister spraw wewnętrznych Bułgarii. Miał stopień generała pułkownika. Od 13 grudnia 1988 do 16 listopada 1989 członek Biura Politycznego i sekretarz KC BPK, w listopadzie 1990 wykluczony z partii. Odznaczony dwoma Orderami Georgi Dimitrowa i Orderem 13 wieków Bułgarii.